# Frank Cross
Frank Moore Cross (Ross (Califòrnia) 13 de juliol 1921- Rochester (Nova York) 17 d'octubre de 2012)
És un professor emèrit de la Facultat de Teologia de Harvard, va ser professor estatunidenc del McCormick Theological Seminary de Chicago, Illinois,  Estats Units de Nord Amèrica i candidat pel Albright Institute de Jerusalem per estudiar i desxifrar els Manuscrits de la mar Morta trobats en l'assentament de Qumran (Israel) amb el Doctor John Marc Allegro Catedràtic de la Universitat d'Oxford i els membres de la Ecole Biblique de Jerusalem, que estava dirigida pel pare Roland de Vaux, el Pare dominic Jean Starcky d'origen francès, el pare dominic Josef Milik d'origen polonès, el Doctor John Strugnell d'origen anglès, el Doctor Claustre Hunno Hunzinger d'origen alemany i que ràpidament va ser reemplaçat pel Pare Maurice Barllet, a la mort de De Vaux el va succeir com a director de l'École Biblique, el Pare Pierre Benoit.
El Professor Frank Moore Cross va ser un dels pupils del Doctor William Foxwell Albright, destacat orientalista nord-americà i pioner de l'arqueologia, lingüista i en ceràmica antiga. És considerat el pare de l'Arqueologia bíblica.